# Eulaema mocsaryi
Eulaema mocsaryi là một loài Hymenoptera trong họ Apidae. Loài này được Friese mô tả khoa học năm 1899.

## Hình ảnh

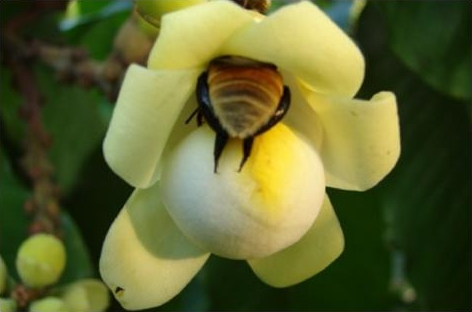
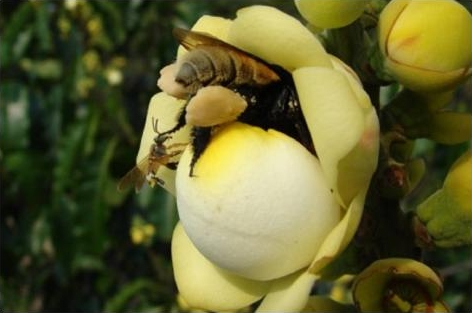